# Kubebol
A kubebol a természetben előforduló szeszkviterpenoid. Először a kubébabors illóolajából azonosították; innen kapta a nevét. A szájban hidegérzetet kelt és frissítő hatású.
2001-ben a Firmenich (parfümöket és ízesítőket gyártó nemzetközi cég) szabadalmat nyújtott be az anyag különböző termékekben történő felhasználására, pl. rágógumi, sörbet, italok, fogkrém, zselatinos édességek.

## Fordítás
Ez a szócikk részben vagy egészben  a   Cubebol című angol Wikipédia-szócikk fordításán alapul.  Az eredeti cikk szerkesztőit annak laptörténete sorolja fel. Ez a jelzés csupán a megfogalmazás eredetét és a szerzői jogokat jelzi, nem szolgál a cikkben szereplő információk forrásmegjelöléseként.
Ez a szócikk részben vagy egészben  a   Cubeb című angol Wikipédia-szócikk fordításán alapul.  Az eredeti cikk szerkesztőit annak laptörténete sorolja fel. Ez a jelzés csupán a megfogalmazás eredetét és a szerzői jogokat jelzi, nem szolgál a cikkben szereplő információk forrásmegjelöléseként.